# Франкавилла-Бизио
Франкавилла-Бизио (итал. Francavilla Bisio) — коммуна в Италии, располагается в регионе Пьемонт, в провинции Алессандрия.
Население составляет 458 человек (2008 г.), плотность населения составляет 59 чел./км². Занимает площадь 8 км². Почтовый индекс — 15060. Телефонный код — 0143.
Покровительницей коммуны почитается Пресвятая Богородица (Madonna delle Grazie), празднование 21 мая.

## Демография
Динамика населения:

## Администрация коммуны
- Официальный сайт: http://www.francavillabisio.com/

## Галерея

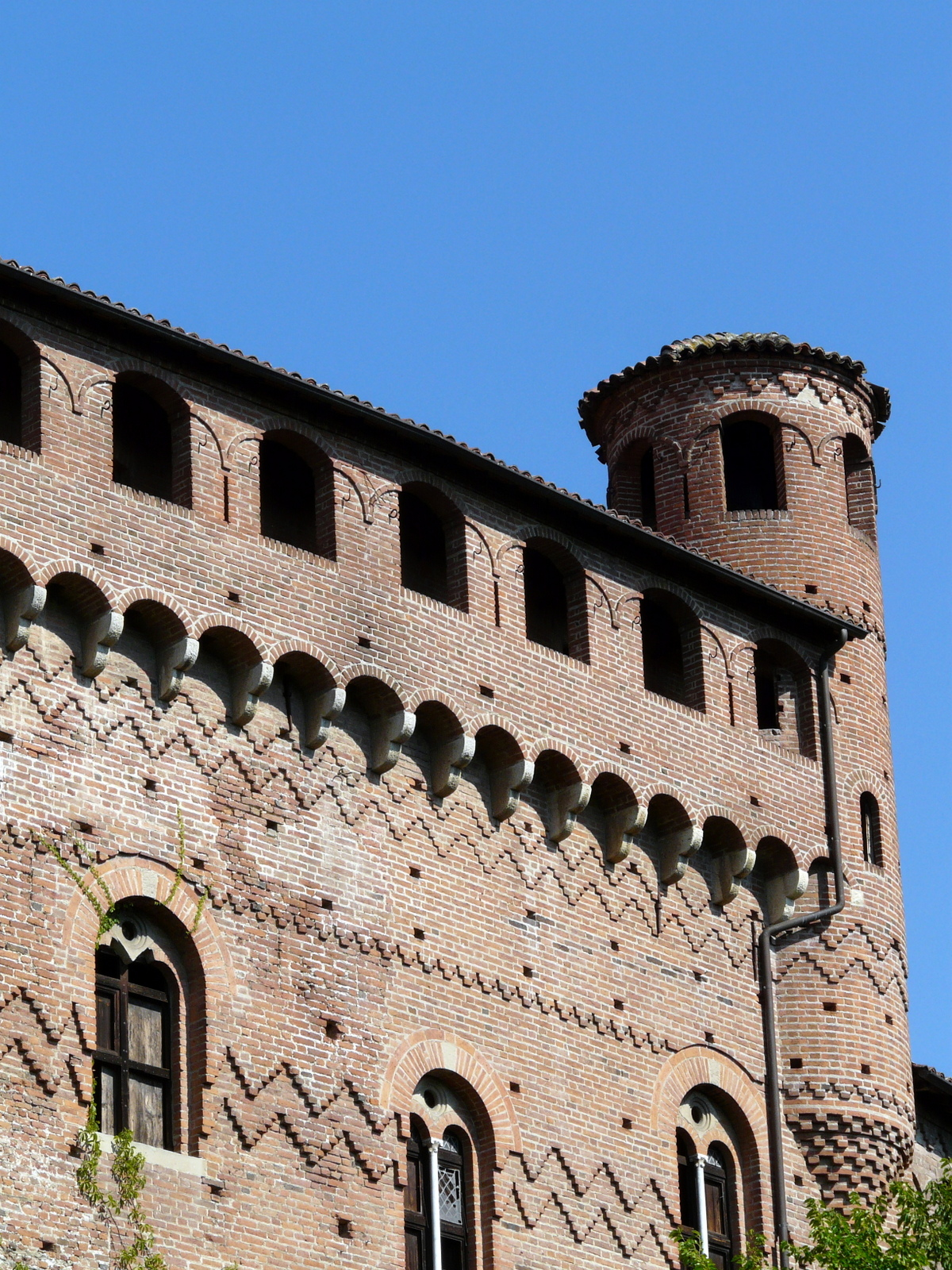
Замок
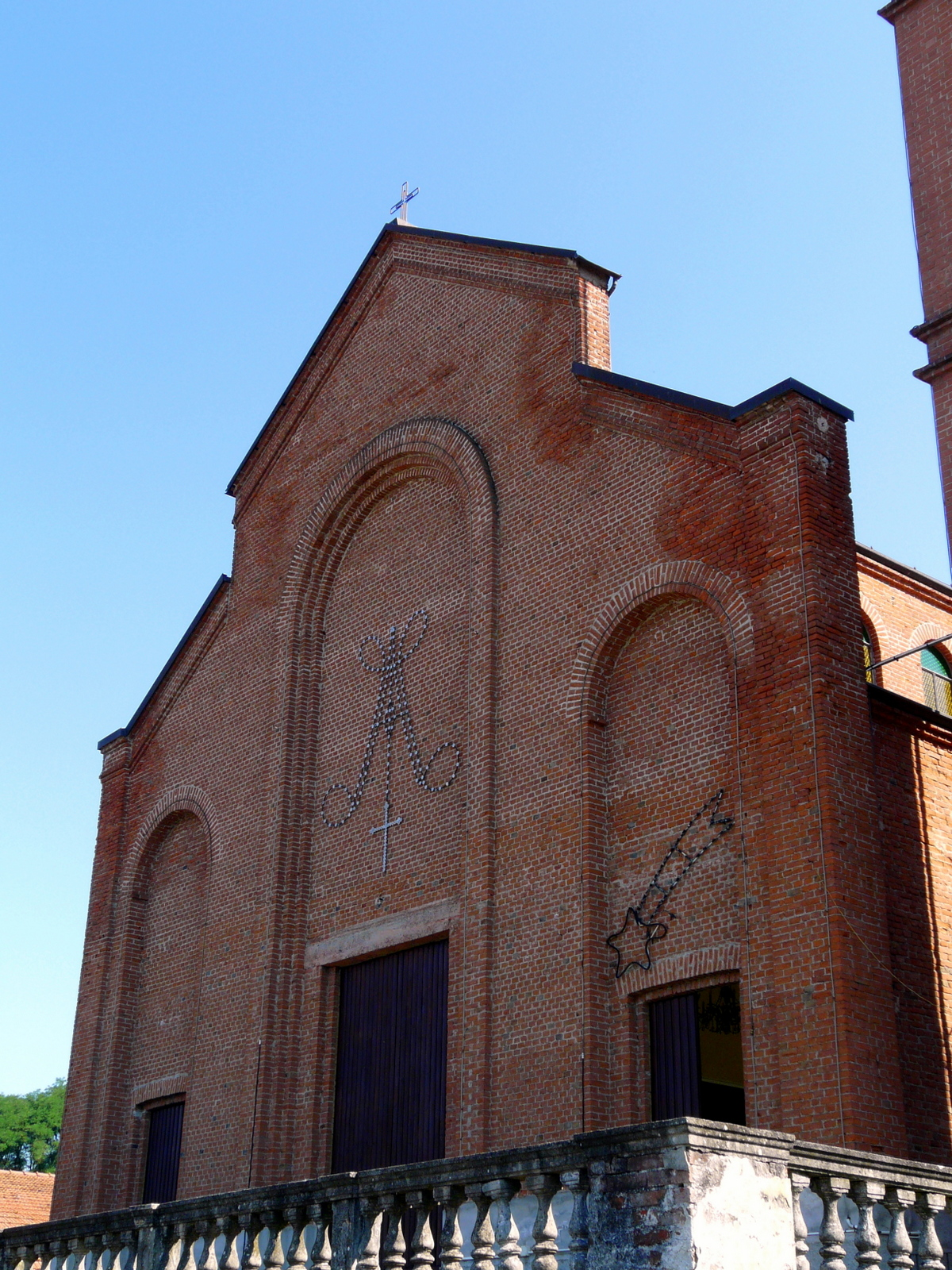
Храм Пресвятой Богородицы (Madonna delle Grazie)
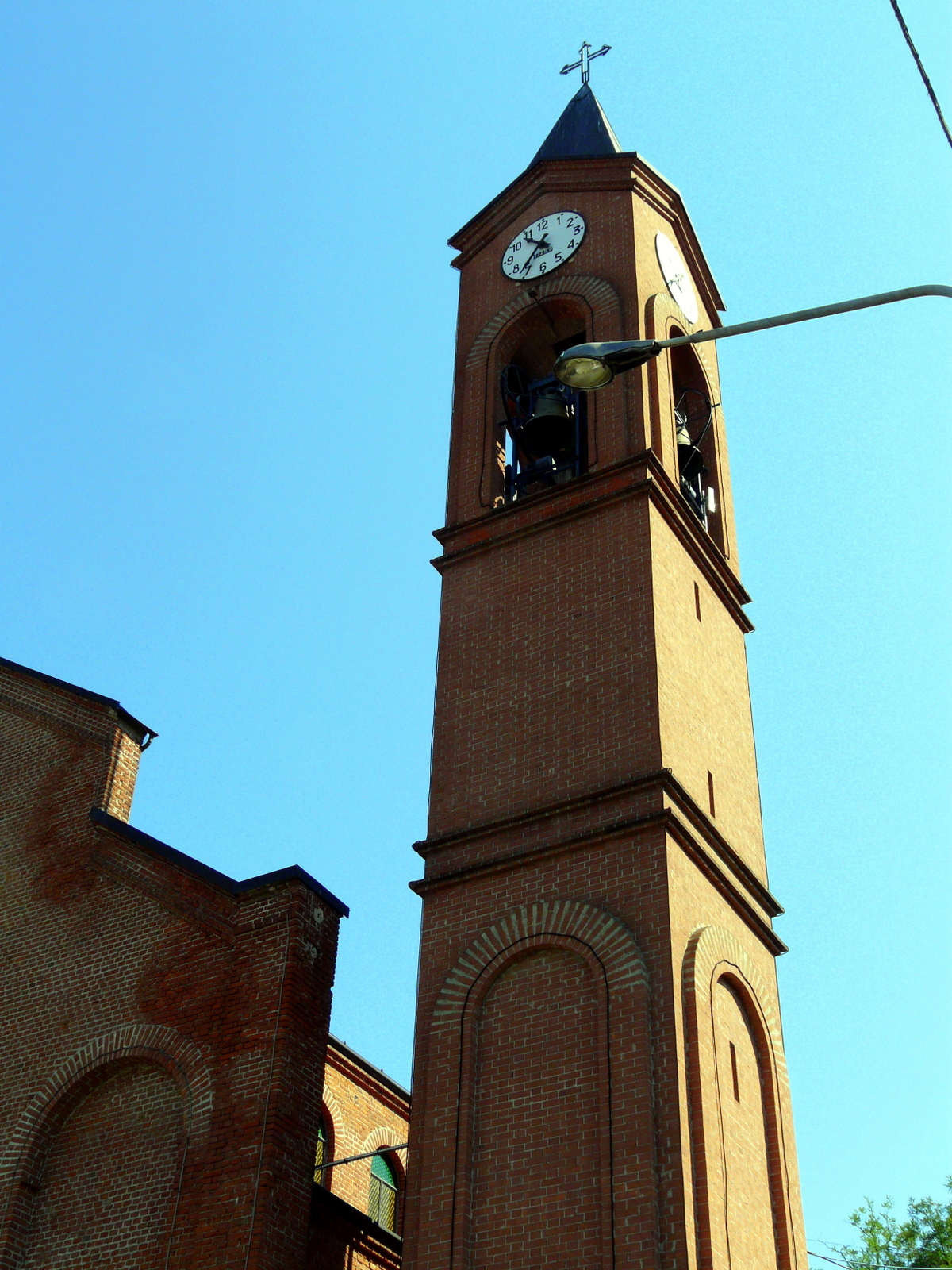
Колокольня храма Пресвятой Богородицы (Madonna delle Grazie)
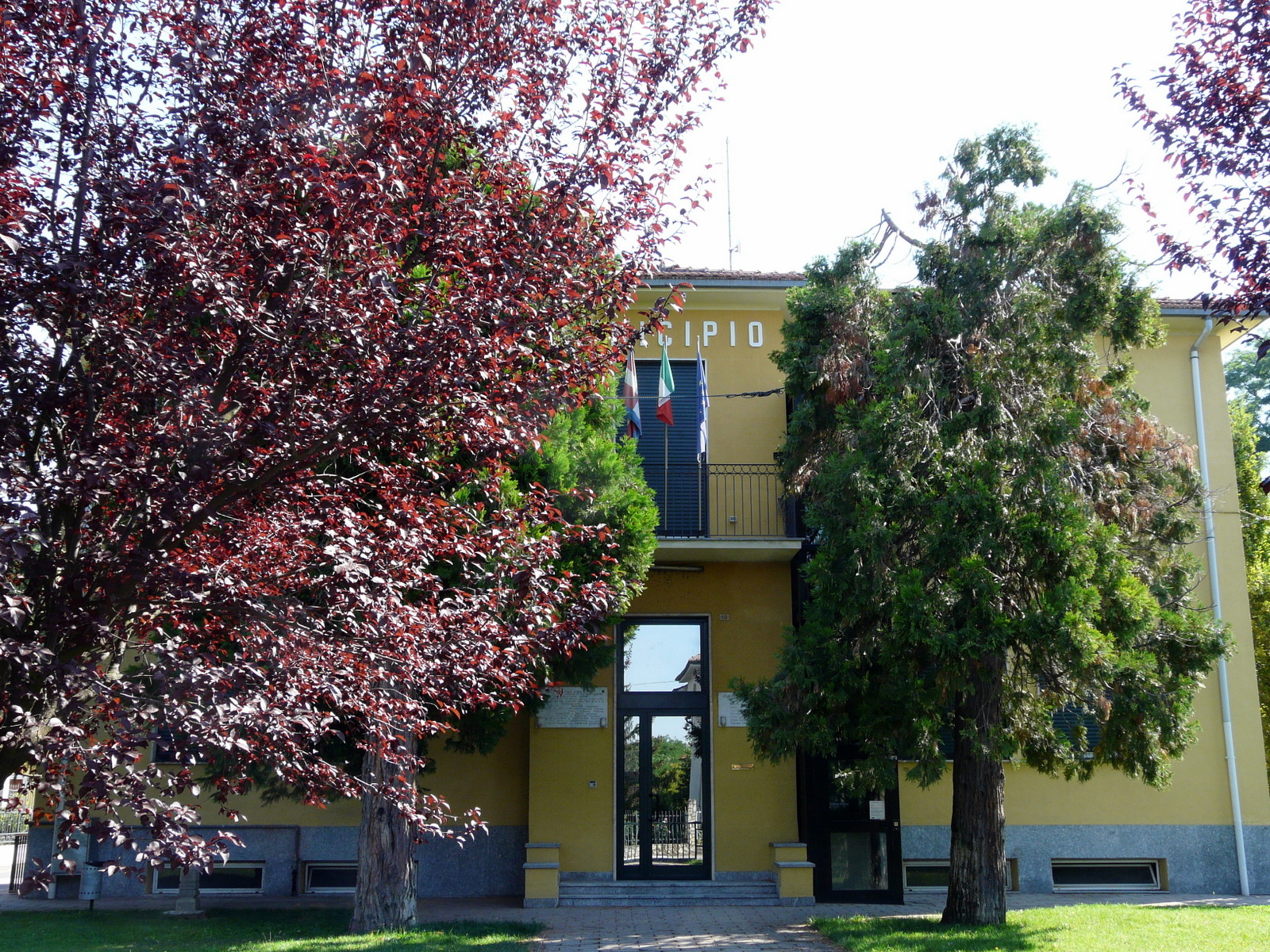
Municipio